# Petar Vovk
 Petar Vovk  (Zagreb, 7. svibnja 1926. − Zagreb, 7. veljače 2020.) bio je hrvatski arhitekt.

## Lik i djelo
Petar Vovk rođen je u Zagrebu, 7.svibnja 1926.  Nakon pohađanja I. muške realne gimnazije u Zagrebu diplomirao je 1952. na Arhitektonskom fakultetu u Zagrebu s odličnim uspjehom.  Nakon završenog studija radio je u APB Novak-Tušek kasnije udružen u obnovljeni Arhitektonski projektni zavod - APZ.  Od 1. studenoga 1963. Petar Vovk postao je rukovoditelj ateliera A1 u APZ-u, Petrinjska 7 u Zagrebu. Petar Vovk tretirao je arhitekturu i njenu funkciju u interakciji unutrašnjeg i vanjskog prostora. 
Sva su njegova značajna dijela stvorena u takvom poimanju arhitekture. Na taj su način u igri zatvaranja i rastvaranja osmišljeni prije svega Vovkovi niski i razvedeni objekti kao što su Centar Zapruđe (1965.), Memorijalni muzej, Jasenovac (1966) i spomen-škola Jasenovac (1969.), ali čak i kod viših objekata kao što je Chromosov neboder (1977) i hotel Olympic (Dagomis, Soči, Rusija, 1974) uspješno je volumenom obuhvatio prostor.
Preminuo je 7. veljače 2020. u 94. godini života.

## Značajnija ostvarenja i natječaji
- poslovni objekt (Neboder) Ilica 1a, Zagreb,1955, (autori: Vovk,  Žuljević) III nagrada
- kompleks trafostanica Zagreb-istok,  1959, (autori:  Vovk, Dunaj) I nagrada
- Televizijski toranj Sljeme, 1958, (autori:  Vovk, Tomljenović, Gradiš) I nagrada
- SUP Karlovac, 1960, (autor Vovk) I nagrada
- tržni centar u Mlinovima u Zagrebu (autor Vovk), 1961 (realiziran)[6]
- tržni centar na Bijeničkoj cesti u Zagrebu (autori: Vovk, Tušek), 1961 (realiziran)[7]
- kompleks centar Zapruđe, Zagreb,  1965, (autor Vovk)  I nagrada (realiziran)[8]
- Memorijalni muzej Jasenovac, 1966, (autor Vovk)  I nagrada (realiziran)[2][9]
- spomen-škola Jasenovac, 1969, (autor Vovk) I nagrada (realiziran)
- fontana Zapruđe, Zagreb, 1972, (autori: Kiš, Vovk)[10]
- hotel Zagorje (Sheraton), (autor Vovk)  I nagrada
- poslovni toranj Chromos (Chromosov neboder), Zagreb,  1977 (autori: Petar Vovk, Marijan Turkulin) I nagrada (realiziran 1989)[4]
- hotel Olympic, Dagomis, Soči, Rusija, 1974, (autor Vovk)  I nagrada (realiziran 1977)
- Stanica javne sigurnosti Trešnjevka, Zagreb, (autor Vovk)  realiziran 1980
- transformatorska stanica Ksaver, Zagreb, 1979 (autori: Petar Vovk, Marijan Turkulin) I nagrada (realiziran 1980)[11][12]

## Galerija
- poslovni toranj Chromos (Chromosov neboder), Zagreb,  1977, autori: Petar Vovk, Marijan Turkulin
- poslovni toranj Chromos (Chromosov neboder), Zagreb,  1977
- hotel Olympic, Dagomis, Soči, Rusija, 1974, autor Petar Vovk
- hotel Olympic, Dagomis, Soči, Rusija, 1974, autor Petar Vovk
- Memorijalni muzej Jasenovac, 1966, autor Petar Vovk
- Memorijalni muzej Jasenovac, 1966, autor Petar Vovk